# Urgleptes maculatus
Urgleptes maculatus är en skalbaggsart som beskrevs av Gilmour 1962. Urgleptes maculatus ingår i släktet Urgleptes och familjen långhorningar. Inga underarter finns listade i Catalogue of Life.